# Big Lake (Alaska)
Pour les articles homonymes, voir Big Lake.
Big Lake est une ville d'Alaska aux États-Unis. C'est une Census-designated place, dans le Borough de Matanuska-Susitna, elle fait partie de la zone métropolitaine d'Anchorage. Sa population était de 3 350 habitants en 2010.

## Situation - climat
Elle est desservie par la George Parks Highway par la Big Lake Road au kilomètre 84 et est située sur la rive du lac Big, à 21 km de Wasilla dans les montagnes Chugach.
Les températures moyennes de janvier vont de −36 °C à 1 °C et de 6 °C à 28 °C en juillet.

## Histoire
Les premiers habitants ont été les Dena'inas. Aux alentours de 1899 la Boston and Klondike Company a ouvert la première piste pour traineaux au travers des montagnes Talkeetna depuis le glacier Knik jusqu'à Big Lake, et la région commença à se peupler à partir de 1929. À partir de 1959, de nombreux hébergements s'installèrent et environ 300 maisons et autres camps furent utilisés. Mais en juin 1996, un feu de forêt a détruit une grande partie de la surface boisée ainsi que de nombreux bâtiments. Toutefois, les coûts peu élevés des constructions, et la proximité d'Anchorage ont permis une forte croissance de la population.

## Économie
Les activités de loisirs comme le bateau et la pêche sont très importantes en été. Les résidents travaillent pour la plupart à Anchorage, Wasilla ou Palmer ou se consacrent localement à l'accueil touristique.

## Démographie
| 1960 | 1970 | 1980 | 1990  | 2000  | 2010  |
| ---- | ---- | ---- | ----- | ----- | ----- |
| 74   | 36   | 410  | 1 477 | 2 635 | 3 350 |

## Sources et références
- (en) CIS

- (en) Cet article est partiellement ou en totalité issu de l’article de Wikipédia en anglais intitulé « Big Lake, Alaska » (voir la liste des auteurs).

1. ↑  « Statistiques des États-Unis (Alaska) - Profils des communautés de 2010 » (consulté en octobre 2020)